# Dyskografia Patricka Lindnera
Dyskografia Patricka Lindnera – dyskografia niemieckiego piosenkarza Patricka Lindnera.

## Albumy

### Studyjne
| Rok  | Tytuł i informacje wydawnicze                                                   | Pozycje na listach sprzedaży | Pozycje na listach sprzedaży | Pozycje na listach sprzedaży | Certyfikat                      |
| Rok  | Tytuł i informacje wydawnicze                                                   | DE                           | AT                           | CH                           | Certyfikat                      |
| ---- | ------------------------------------------------------------------------------- | ---------------------------- | ---------------------------- | ---------------------------- | ------------------------------- |
| 1989 | Die kloane Tür zum Paradies - Wydany: 1989 - Wytwórnia: VM Records              | –                            | –                            | –                            |                                 |
| 1990 | Die kleinen Dinge des Lebens - Wydany: 1990 - Wytwórnia: Luna Music             | 38                           | 19                           | –                            | - złota płyta - platynowa płyta |
| 1991 | Eine Handvoll Herzlichkeit - Wydany: 1991 - Wytwórnia: Luna Music               | 31                           | 14                           | 18                           | - 2x złota płyta                |
| 1991 | Patrick Lindner - Wydany: 1991 - Wytwórnia: Luna Music                          | –                            | –                            | –                            |                                 |
| 1992 | Ohne Zärtlichkeit geht gar nix - Wydany: 1992 - Wytwórnia: Luna Music           | –                            | –                            | –                            |                                 |
| 1994 | Liebe ist das Salz der Erde - Wydany: 1994 - Wytwórnia: Luna Music              | –                            | 32                           | –                            |                                 |
| 1995 | Meine Lieder streicheln dich - Wydany: 1995 - Wytwórnia: Ariola                 | –                            | –                            | –                            |                                 |
| 1996 | Herzlich willkommen in meinem Leben - Wydany: 1996 - Wytwórnia: Ariola          | 88                           | –                            | –                            |                                 |
| 1998 | Himmelweit - Wydany: 18.05.1998 - Wytwórnia: Ariola, BMG                        | 74                           | –                            | –                            |                                 |
| 1999 | Stark genug - Wydany: 1999 - Wytwórnia: Ariola                                  | –                            | –                            | –                            |                                 |
| 2000 | Wenn es noch Wunder gibt - Wydany: 2000 - Wytwórnia: Ariola                     | –                            | –                            | –                            |                                 |
| 2001 | Mammamia! - Wydany: 27.08.2001 - Wytwórnia: Ariola                              | –                            | –                            | –                            |                                 |
| 2003 | Halleluja – auf das Leben - Wydany: 2003 - Wytwórnia: Ariola                    | –                            | –                            | –                            |                                 |
| 2005 | Gigolo (z zespołem Thilo Wolfa) - Wydany: 2005 - Wytwórnia: Artists & Acts      | –                            | –                            | –                            |                                 |
| 2006 | Die Sonne ist für alle da - Wydany: 2006 - Wytwórnia: Koch Universal Music      | 58                           | 73                           | –                            |                                 |
| 2007 | Heute, hier und jetzt - Wydany: 2006 - Wytwórnia: Koch Universal Music          | 87                           | –                            | –                            |                                 |
| 2008 | Jedes Herz braucht eine Heimat - Wydany: 2008 - Wytwórnia: Koch Universal Music | –                            | –                            | –                            |                                 |
| 2009 | Fang dir die Sonne - Wydany: 2009 - Wytwórnia: Koch Universal Music             | –                            | –                            | –                            |                                 |
| 2010 | Schenk dir den Tag - Wydany: 2010 - Wytwórnia: Ariola                           | –                            | –                            | –                            |                                 |
| 2012 | Böhmisch klingt’s am Besten - Wydany: 2012 - Wytwórnia: Ariola                  | –                            | –                            | –                            |                                 |
| 2014 | Nur mit deiner Liebe - Wydany: 2014 - Wytwórnia: Telamo                         | 71                           | –                            | –                            |                                 |
| 2016 | Mittenrein ins Glück - Wydany: 2016 - Wytwórnia: Telamo                         | 60                           | –                            | –                            |                                 |
| 2018 | Leb dein Leben - Wydany: 2018 - Wytwórnia: Telamo                               | 40                           | 64                           | –                            |                                 |
| 2019 | Ich feier’ die Zeit - Wydany: 2019 - Wytwórnia: Telamo                          | 27                           | –                            | –                            |                                 |

### Kompilacje
| Rok  | Tytuł i informacje wydawnicze                                                                        | Pozycje na listach sprzedaży | Pozycje na listach sprzedaży | Pozycje na listach sprzedaży | Certyfikat |
| Rok  | Tytuł i informacje wydawnicze                                                                        | DE                           | AT                           | CH                           | Certyfikat |
| ---- | --- | ---------------------------- | ---------------------------- | ---------------------------- | ---------- |
| 1993 | Träum Dich ins Paradies: Meine 18 schönsten Lieder - Wydany: 1993 - Wytwórnia: Luna Music            | –                            | –                            | –                            |            |
| 1999 | Danke für die kleinen Träume - Wydany: 1999 - Wytwórnia: Ariola                                      | –                            | –                            | –                            |            |
| 2002 | Nur das Beste - Die größten Hits - Wydany: 27.05.2002 - Wytwórnia: Ariola                            | –                            | –                            | –                            |            |
| 2004 | Ganz privat - Meine schönsten Lieder - Wydany: 2004 - Wytwórnia: Ariola                              | –                            | –                            | –                            |            |
| 2004 | Best Of - Die größten Erfolge - Wydany: 2004 - Wytwórnia: Ariola, BMG                                | –                            | –                            | –                            |            |
| 2007 | Die kleinen Dinge des Lebens - Seine grössten Erfolge 1989-1994 - Wydany: 26.10.2007 - Wytwórnia: SJ | –                            | –                            | –                            |            |
| 2008 | Das Beste von Patrick Lindner - und vergiss nicht von mir zu träumen - Wydany: 2008 - Wytwórnia: BMG | –                            | –                            | –                            |            |
| 2014 | Glanzlichter - Wydany: 31.10.2014 - Wytwórnia: Electrola                                             | –                            | –                            | –                            |            |
| 2015 | Best Of - Wydany: 2015                                                                               | –                            | –                            | –                            |            |
| 2018 | Ich find Schlager toll - Das Beste - Wydany: 2018 - Wytwórnia: Koch Universal Music                  | –                            | –                            | –                            |            |
| 2020 | Ich Feier die Zeit – das Beste Zum Jubiläum - Wydany: 2020 - Wytwórnia: Telamo                       | –                            | –                            | –                            |            |
| 2022 | Das Beste für alle - Wydany: 04.03.2022 - Wytwórnia: Telamo                                          | –                            | –                            | –                            |            |
|      | Golden Stars - Wytwórnia: Marcato                                                                    | –                            | –                            | –                            |            |

### Świąteczne
| Rok  | Tytuł i informacje wydawnicze                                                                        | Pozycje na listach sprzedaży | Pozycje na listach sprzedaży | Pozycje na listach sprzedaży | Certyfikat |
| Rok  | Tytuł i informacje wydawnicze                                                                        | DE                           | AT                           | CH                           | Certyfikat |
| ---- | --- | ---------------------------- | ---------------------------- | ---------------------------- | ---------- |
| 1990 | Weihnachten mit Patrick Lindner - Wydany: 29.10.1990 - Wytwórnia: Ariola                             | –                            | –                            | –                            |            |
| 1995 | Weihnachtszeit – Stille Zeit - Wydany: 1995 - Wytwórnia: Ariola                                      | –                            | –                            | –                            |            |
| 2003 | Weihnachten bin ich daheim - Wydany: 2003 - Wytwórnia: Ariola, BMG                                   | –                            | –                            | –                            |            |
| 2007 | Fröhliche Weihnacht mit Patrick Lindner - Wydany: 01.01.2007 - Wytwórnia: Koch Universal Music       | –                            | –                            | –                            |            |
| 2007 | Ein Gefühl wie Weihnachten (wraz z Wondabraa) - Wydany: 09.11.2007 - Wytwórnia: Koch Universal Music | –                            | –                            | –                            |            |
| 2016 | Wunderschöne Weihnachtszeit mit Patrick Lindner - Wydany: 18.11.2016 - Wytwórnia: Warner Music Group | –                            | –                            | –                            |            |

## Single
| Rok  | Tytuł                                                           | Pozycje na listach przebojów | Pozycje na listach przebojów | Pozycje na listach przebojów | Album                                              |
| Rok  | Tytuł                                                           | DE                           | AT                           | CH                           | Album                                              |
| ---- | --------------------------------------------------------------- | ---------------------------- | ---------------------------- | ---------------------------- | -------------------------------------------------- |
| 1988 | Der Traum von ewiger Liebe                                      | –                            | –                            | –                            | —                                                  |
| 1989 | Die kloane Tür zum Paradies                                     | –                            | –                            | –                            | Die kloane Tür zum Paradies                        |
| 1989 | Dann muass i hoam                                               | –                            | –                            | —                            | Die kloane Tür zum Paradies                        |
| 1989 | Lasst das Licht in eure Herzen                                  | –                            | –                            | –                            | Weihnachten mit Patrick Lindner                    |
| 1990 | Die kleinen Dinge des Lebens                                    | –                            | –                            | –                            | Träum Dich ins Paradies: Meine 18 schönsten Lieder |
| 1990 | Des is a Wahnsinn                                               | –                            | –                            | —                            | Träum Dich ins Paradies: Meine 18 schönsten Lieder |
| 1991 | Manchmal braucht man was, an des ma glaub'n kann                | –                            | –                            | —                            | Träum Dich ins Paradies: Meine 18 schönsten Lieder |
| 1991 | Ich hätt’ dich sowieso geküsst                                  | 58                           | –                            | –                            | Eine Handvoll Herzlichkeit                         |
| 1991 | Die Kloane aus der letzten Bank                                 | –                            | –                            | —                            | Eine Handvoll Herzlichkeit                         |
| 1992 | Du schaffst mi                                                  | –                            | –                            | —                            | Eine Handvoll Herzlichkeit                         |
| 1992 | Der Mensch in dir                                               | –                            | –                            | —                            | Eine Handvoll Herzlichkeit                         |
| 1992 | Ein kleines Feuer, das dich wärmt                               | –                            | –                            | –                            | Ohne Zärtlichkeit geht gar nix                     |
| 1993 | Ohne Zärtlichkeit geht gar nix                                  | –                            | –                            | —                            | Ohne Zärtlichkeit geht gar nix                     |
| 1993 | Anna Lena                                                       | –                            | –                            | —                            | Ohne Zärtlichkeit geht gar nix                     |
| 1993 | Ein kleines Feuer, das dich wärmt                               | –                            | –                            | —                            | Ohne Zärtlichkeit geht gar nix                     |
| 1994 | Ich kann keine traurigen Augen seh’n                            | –                            | –                            | –                            | Liebe ist das Salz der Erde                        |
| 1994 | Ich will dir immer wieder rote Rosen schenken                   | –                            | –                            | —                            | Liebe ist das Salz der Erde                        |
| 1995 | Meine Lieder streicheln dich                                    | –                            | –                            | –                            | Meine Lieder streicheln dich                       |
| 1995 | Liebe ist viel mehr als nur ein Wort (z Christopherem Barkerem) | –                            | –                            | –                            | Nur das Beste - Die größten Hits                   |
| 1995 | Ein Herz voll Schmetterlinge                                    | –                            | –                            | –                            | Meine Lieder streicheln dich                       |
| 1995 | Daheim, das ist Geborgenheit                                    | –                            | –                            | –                            | Weihnachtszeit – Stille Zeit                       |
| 1996 | Ein Stern am Himmel ist noch frei                               | –                            | –                            | –                            | Herzlich willkommen in meinem Leben                |
| 1996 | Mein schönstes Geschenk, das bist du                            | –                            | –                            | —                            | Herzlich willkommen in meinem Leben                |
| 1997 | Hast du heut’ wirklich schon gelebt                             | –                            | –                            | —                            | Herzlich willkommen in meinem Leben                |
| 1997 | Tausend Sonnen                                                  | –                            | –                            | —                            | Herzlich willkommen in meinem Leben                |
| 1997 | Zärtlicher Regen                                                | –                            | –                            | —                            | Herzlich willkommen in meinem Leben                |
| 1998 | Hast du heut’ wirklich schon gelebt                             | –                            | –                            | –                            | Himmelweit                                         |
| 1998 | Tausend Sonnen                                                  | –                            | –                            | –                            | Herzlich willkommen in meinem Leben                |
| 1998 | Zärtlicher Regen                                                | –                            | –                            | —                            | Herzlich willkommen in meinem Leben                |
| 1999 | Ein bisschen Sonne, ein bisschen Regen                          | –                            | –                            | –                            | Stark genug                                        |
| 1999 | Wir sind stark genug                                            | –                            | –                            | —                            | Stark genug                                        |
| 2000 | Jeder braucht einen Freund                                      | –                            | –                            | —                            | Stark genug                                        |
| 2000 | Bis dein Herz wieder hier ist                                   | –                            | –                            | —                            | Stark genug                                        |
| 2000 | Wenn es noch Wunder gibt                                        | –                            | –                            | –                            | Wenn es noch Wunder gibt                           |
| 2001 | Playa del sol                                                   | –                            | –                            | –                            | Mammamia!                                          |
| 2001 | Du bist mein Kind                                               | –                            | –                            | —                            | Mammamia!                                          |
| 2002 | Leb dein Leben so wie du es fühlst                              | –                            | –                            | —                            | Mammamia!                                          |
| 2002 | Spiel den Sirtaki nochmal                                       | –                            | –                            | —                            | Mammamia!                                          |
| 2002 | Wenn es noch Wunder gibt                                        | –                            | –                            | —                            | Mammamia!                                          |
| 2003 | Wann seh’n wir uns wieder                                       | –                            | –                            | –                            | Halleluja – auf das Leben                          |
| 2003 | Halleluja – auf das Leben                                       | –                            | –                            | —                            | Halleluja – auf das Leben                          |
| 2005 | Soviel Liebe lebt in dir                                        | –                            | –                            | –                            | Glanzlichter                                       |
| 2006 | Gefühl ist eine Achterbahn                                      | –                            | –                            | —                            | Glanzlichter                                       |
| 2006 | Wie ein Sternenregen in der Nacht                               | –                            | –                            | —                            | Glanzlichter                                       |
| 2006 | Wenn es noch Wunder gibt                                        | –                            | –                            | —                            | Glanzlichter                                       |
| 2007 | Wer weiß das schon                                              | –                            | –                            | —                            | Glanzlichter                                       |
| 2007 | Bella Italia                                                    | –                            | –                            | –                            | Halleluja – auf das Leben                          |
| 2007 | Heute, hier und jetzt                                           | –                            | –                            | –                            | Glanzlichter                                       |
| 2007 | Im Karussell der Träume                                         | –                            | –                            | —                            | Glanzlichter                                       |
| 2007 | Ein Gefühl wie Weihnachten (z Kristiną Bach)                    | –                            | –                            | –                            | Ein Gefühl wie Weihnachten                         |
| 2008 | Weil wir alle keine Engel sind                                  | –                            | –                            | –                            | —                                                  |
| 2008 | Jedes Herz braucht eine Heimat                                  | –                            | –                            | –                            | Glanzlichter                                       |
| 2008 | ’S mag net hell werd’n                                          | –                            | –                            | –                            | —                                                  |
| 2009 | Das Leben ist doch zum Leben da                                 | –                            | –                            | —                            | —                                                  |
| 2009 | Fang dir die Sonne                                              | –                            | –                            | –                            | Fang dir die Sonne                                 |
| 2009 | Schmetterling der Nacht                                         | –                            | –                            | –                            | —                                                  |
| 2010 | Dein Herz                                                       | –                            | –                            | –                            | —                                                  |
| 2010 | Zurück in Richtung Sommerwind                                   | –                            | –                            | –                            | Glanzlichter                                       |
| 2010 | Wenn der Himmel brennt                                          | –                            | –                            | –                            | Schenk dir den Tag                                 |
| 2010 | Das verlorene Lächeln                                           | –                            | –                            | —                            | Schenk dir den Tag                                 |
| 2011 | Vielleicht wirst du lieben                                      | –                            | –                            | —                            | Schenk dir den Tag                                 |
| 2011 | Denn auch du bist ein Held                                      | –                            | –                            | —                            | Schenk dir den Tag                                 |
| 2012 | Schenk mir deinen Talisman                                      | –                            | –                            | –                            | —                                                  |
| 2012 | Denn auch du bist ein Held                                      | –                            | –                            | –                            | Schenk dir den Tag                                 |
| 2013 | Olê Hola                                                        | –                            | –                            | –                            | —                                                  |
| 2013 | Mit dir ist jede Stunde ein Geschenk                            | –                            | –                            | –                            | Ich Feier die Zeit – das Beste Zum Jubiläum        |
| 2014 | Dann kamst du                                                   | –                            | –                            | —                            | Ich Feier die Zeit – das Beste Zum Jubiläum        |
| 2014 | Sommer im Haar                                                  | –                            | –                            | –                            | —                                                  |
| 2015 | Von New York bis zu den Sternen                                 | –                            | –                            | –                            | Ich Feier die Zeit – das Beste Zum Jubiläum        |
| 2015 | Mi corazon                                                      | –                            | –                            | —                            | Ich Feier die Zeit – das Beste Zum Jubiläum        |
| 2016 | Du bist die Musik in mir                                        | –                            | –                            | –                            | Mittenrein ins Glück                               |
| 2019 | Weil Du mich liebst                                             | –                            | –                            | –                            | Ich feier' die Zeit                                |
| 2019 | Ich feier`die Zeit                                              | –                            | –                            | —                            | Ich feier' die Zeit                                |
| 2020 | Das Leben hat uns Bunter gemacht                                | –                            | –                            | —                            | Ich feier' die Zeit                                |
| 2020 | Wieder auf Anfang                                               | –                            | –                            | —                            | Ich feier' die Zeit                                |
| 2020 | Ich will, dass Du glücklich bist                                | –                            | –                            | –                            | Ich Feier die Zeit – das Beste Zum Jubiläum        |